# Jan z Radzanowa Ciemniewski
Jan z Radzanowa Ciemniewski herbu Prawdzic – sędzia ziemski różański w 1775, podstoli różański w 1767, cześnik różański w 1760, skarbnik różański w 1755.
Syn Józefa i Marianny Sobieszczańskiej. Żonaty z Marianną Okęcką, miał synów Andrzeja, Hieronima i Jana oraz córki Rozalię i Urszulę.
Poseł na sejm 1762 i sejm 1778 oraz elektor Stanisława Augusta Poniatowskiego z ziemi różańskiej w 1764.